# 内浜
内浜（うちはま）は、福岡県福岡市西区の町名。現行の行政地名は、内浜一丁目及び二丁目である。面積は41.2ヘクタール。2022年9月末現在の人口は6,206人。郵便番号は819-0005。

## 地理
福岡市の都心部とされる中央区天神等の西方約7.5キロメートル、西区の北東部に位置する。北で市道姪の浜駅南線を挟んで小戸及び姪の浜と、東で姪浜大通りを挟んで姪浜駅南と、南で石丸及び大町団地と、西で下山門及び小戸と隣接する。内浜は、姪浜駅の周辺にあり、区役所、市民センターなどの公共施設や、商業施設などが集積し、地域の拠点として発展している。また、その利便性を活かして、商業・業務施設や中高層住宅の立地が進んでいる。

### 河川
内浜のほぼ中央には次の河川が横断している。
- 名柄川（小戸の東端、二級河川）

主な河川の写真
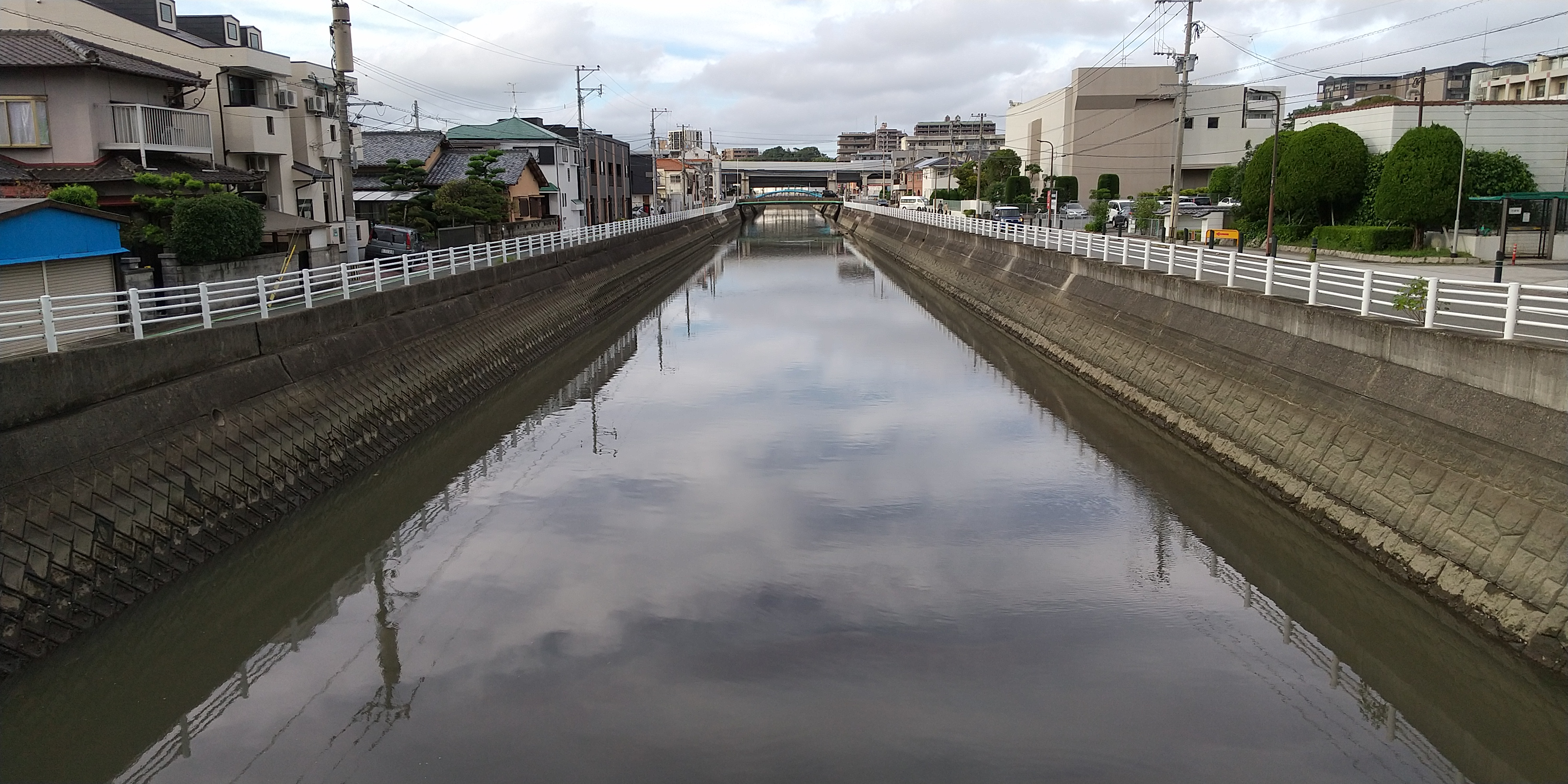
名柄川、都町橋の下流側（左：内浜二丁目、右：内浜一丁目）
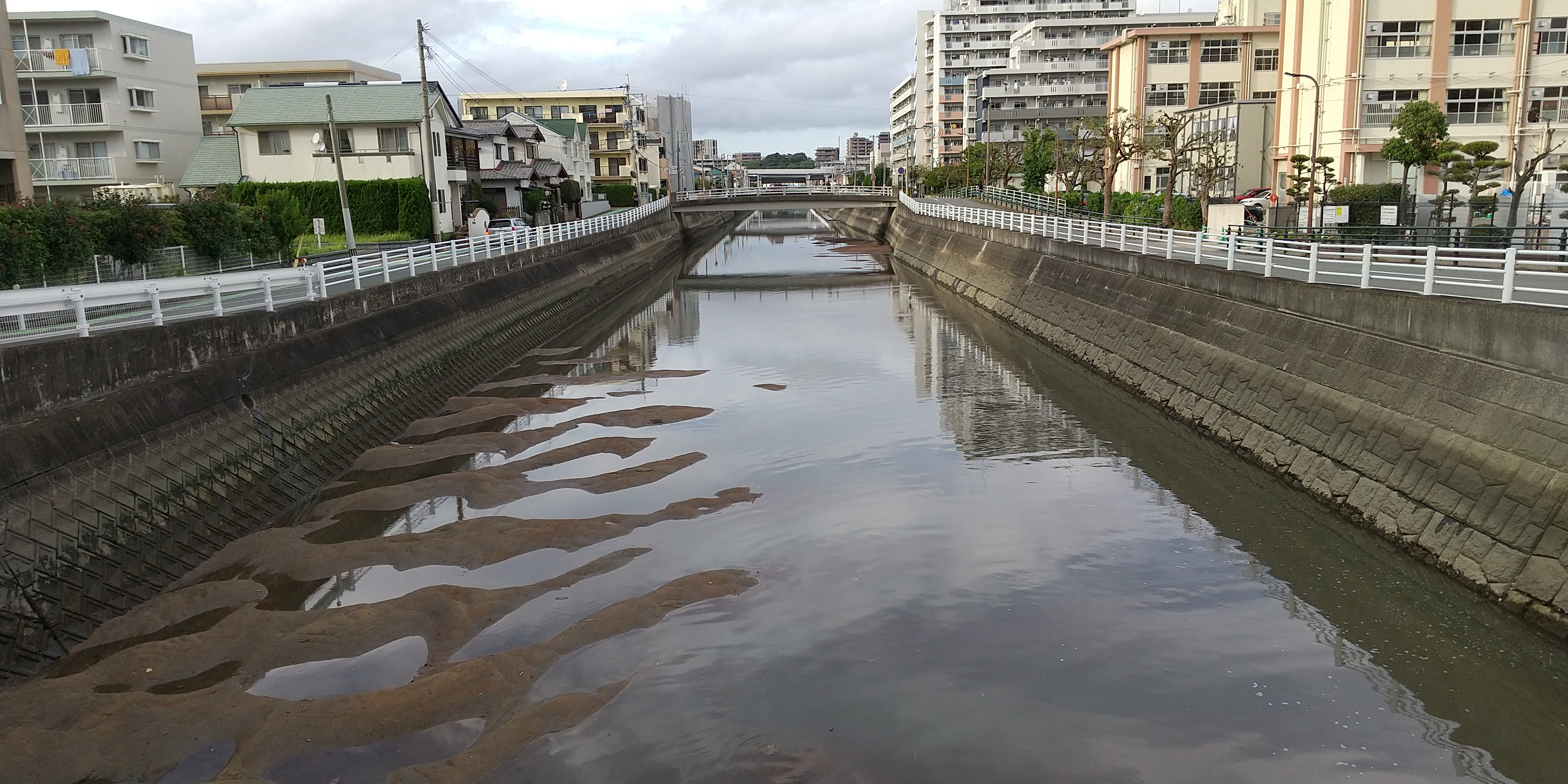
名柄川、内浜橋の下流側（左：内浜二丁目、右：内浜一丁目）
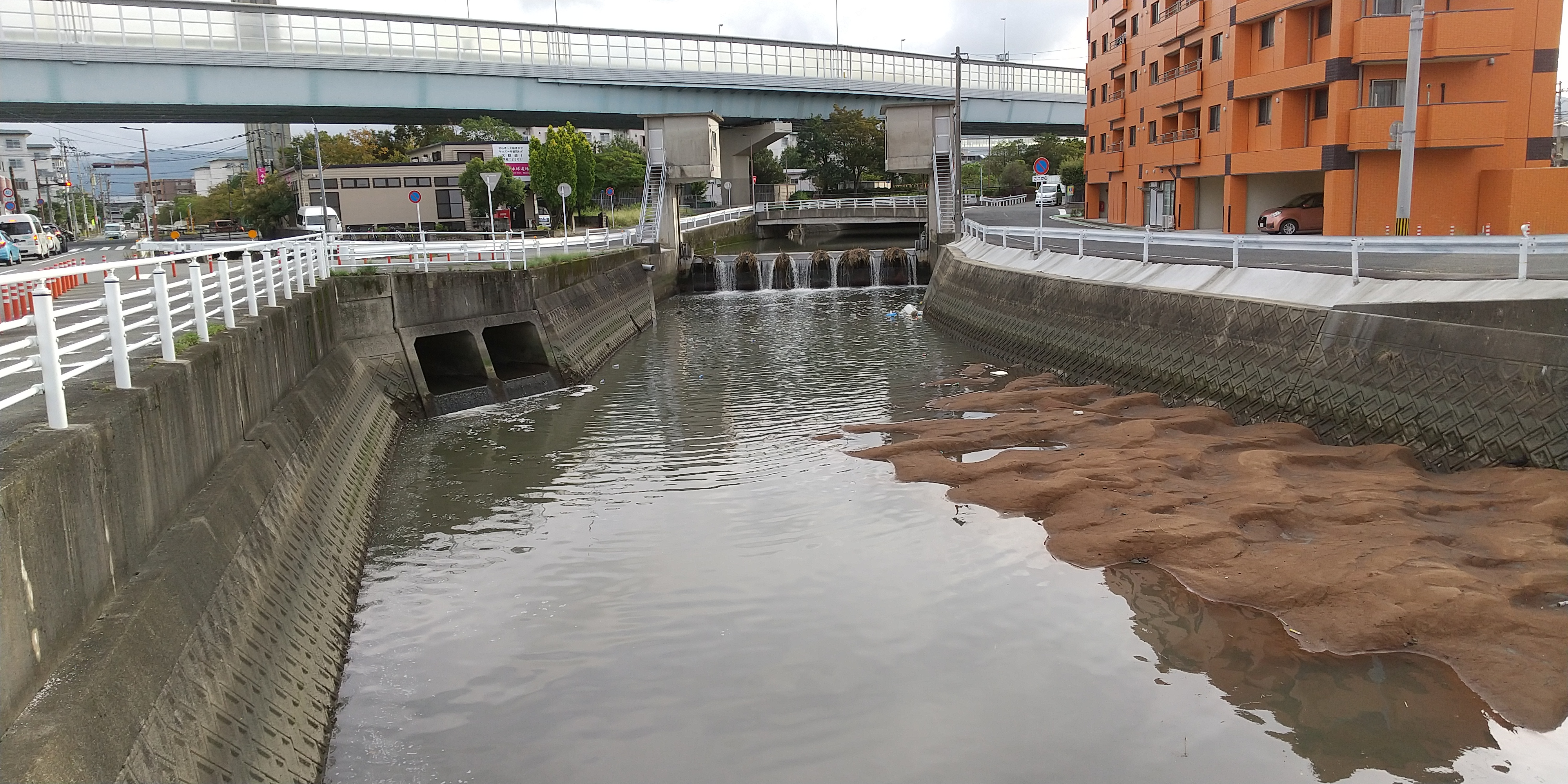
名柄川、内浜橋の上流側（左：内浜一丁目、右：内浜二丁目）
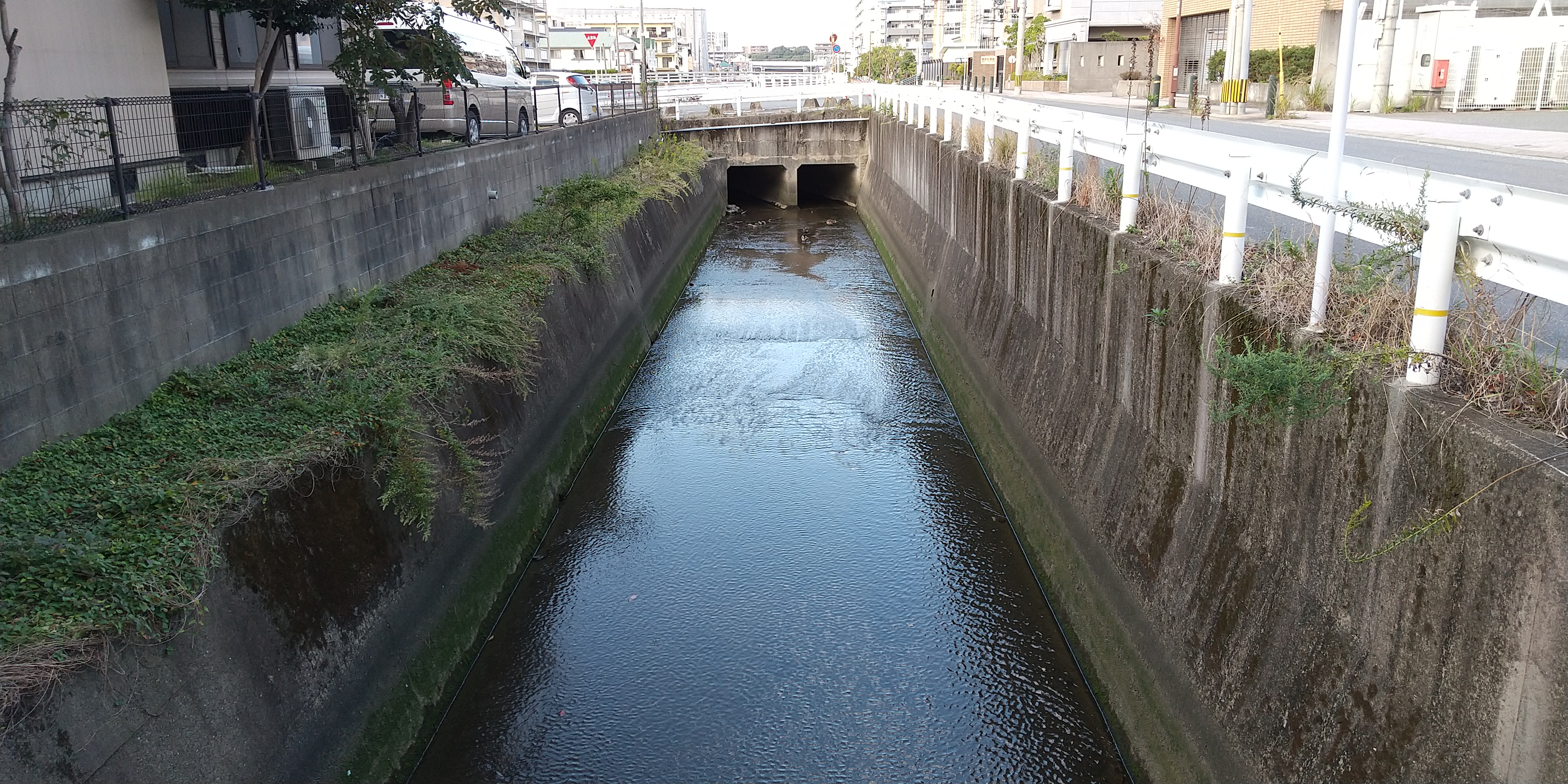
大町団地から名柄川への水路、愛宕通りの下流側
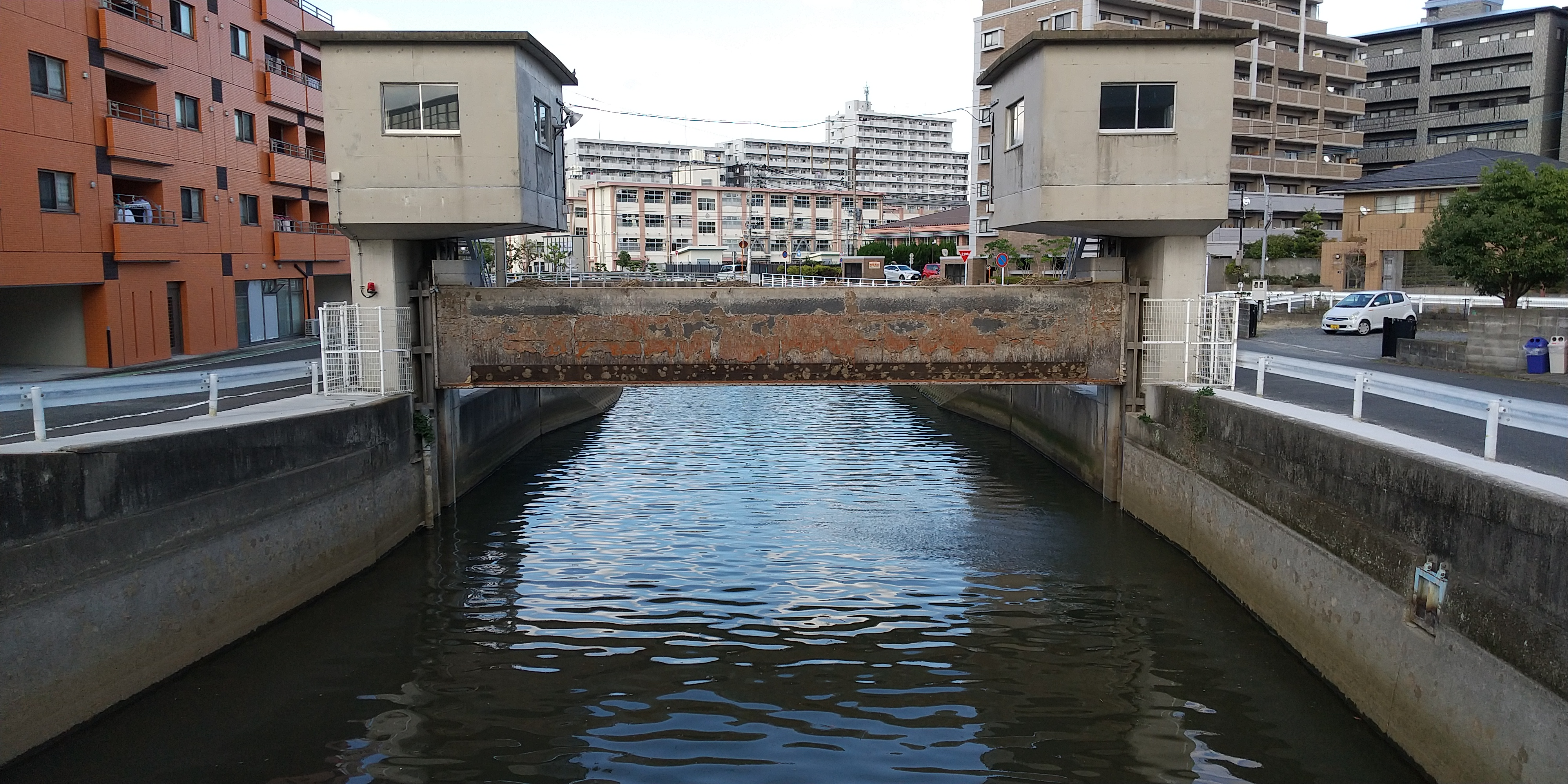
名柄川の水門

### 都市計画
内浜の都市計画に関しては、「福岡市都市計画マスタープラン」において定められた方針には次のとおりである。内浜は、姪浜駅の周辺にあり、賑いのある古くからのまちと新たに生まれたまちが調和した、利便性が高く魅力的な街並みを持った「地域拠点」に位置付けられ、多様な行政サービス機能や商業機能などの適正な誘導などがまちづくりの視点とされている。現状では、主に内浜の東側で区役所、市民センターなどの公共施設や、商業施設などが集積している。交通ネットワークとして都市の骨格となる下山門通りの沿道や幹線道路である愛宕通り及び姪浜大通りの沿道が、商業、業務、サービス施設や中高層住宅などが連続した「沿道軸」に位置付けられている。名柄川の河川沿いが散策・憩いの場となるとともに、緑と広がりのある景観が連続したゆとりと潤いのある水辺空間として「河川緑地軸」に位置付けられている。
土地利用については、戸建住宅などの低層住宅が大部分を占めるが、一部中層住宅などが立地する「低中層住宅ゾーン」と位置付けられており、良好な住環境の保全・形成、緑化の推進、低層住宅と中層住宅の調和などがまちづくりの視点とされている。また、名柄川の西側は、古くからの集落が形成されているため、幅員4メートル未満の狭隘道路が多く、築30年以上の木造建築物も多く立地しているため、災害時における安全性などの課題がある。用途地域については、姪の浜駅南線の北側のうち内浜の東端から約180メートルの範囲が商業地域に、姪浜大通り、内浜3856号線とに挟まれた範囲、愛宕通りの道路境界線から概ね50メートルの範囲及び下山門通りと内浜341号線、内浜342号線とに挟まれた範囲が第二種住居地域に、これら以外の範囲は、内浜一丁目及び内浜二丁目のうち姪の浜駅南線の北側が第一種住居地域に、内浜二丁目のうち姪の浜駅南線の南側が第一種中高層住居専用地域に指定されている。地区計画については、内浜一丁目のうち姪浜駅に近い東側は隣接する姪浜駅南の地区と合わせた約53.8ヘクタールが「都市計画姪浜駅南地区地区計画」が定められ、地域の核づくりを推進するために、用途地域の規制に加えて、さらに建築物等に関する制限が加えられている。建築協定については、内浜二丁目の一部において「内浜2丁目8、9、10組建築協定」が定められ、住宅地としての環境を高度に維持促進することについて協定が締結されており、通常の用途地域の規制に加えて、さらに建築物の高さ等に関する制限が加えられている。

## 歴史
もとは（旧）姪浜町の一部であり、1986年（昭和61年）に住居表示が実施された。

## 人口
内浜一丁目及び内浜二丁目を合わせた人口の推移を福岡市の住民基本台帳（公称町別）に基づき示す（単位：人）。集計時点は各年9月末現在である。
- 2001年（平成13年）：-[注釈 2]
- 2002年（平成14年）：5,542
- 2003年（平成15年）：5,697
- 2004年（平成16年）：5,754
- 2005年（平成17年）：5,848
- 2006年（平成18年）：5,900
- 2007年（平成19年）：5,818
- 2008年（平成20年）：5,857
- 2009年（平成21年）：5,865
- 2010年（平成22年）：5,857
- 2011年（平成23年）：5,889
- 2012年（平成24年）：6,056
- 2013年（平成25年）：6,140
- 2014年（平成26年）：6,160
- 2015年（平成27年）：6,120
- 2016年（平成28年）：6,080
- 2017年（平成29年）：6,107
- 2018年（平成30年）：6,187
- 2019年（令和元年）：6,194
- 2020年（令和2年）：6,241
- 2021年（令和3年）：6,276
- 2022年（令和4年）：6,206

## 交通

### 道路
主な幹線道路は次の通り。

#### 都市高速道路
都市高速道路としては、町内に福岡高速道路の福岡高速環状線が通っており、町外ではあるが、最寄りの出入り口は次のとおりである。
- 姪浜出入口（姪浜駅南二丁目、四丁目）
- 石丸入口（石丸二丁目）及び福重出口（福重三丁目）

#### 県道
- 福岡県道560号都地姪浜線（福岡市道路愛称：「下山門通り」）
- 福岡県道560号都地姪浜線（バイパス、福岡市道路愛称：「姪浜大通り」[注釈 3]）

#### 市道
福岡市が管理する市道の主要なものは次のとおりである。
- 千代今宿線（福岡市道路愛称：「愛宕通り」）[注釈 4]
- 姪の浜駅南線

主な幹線道路の写真
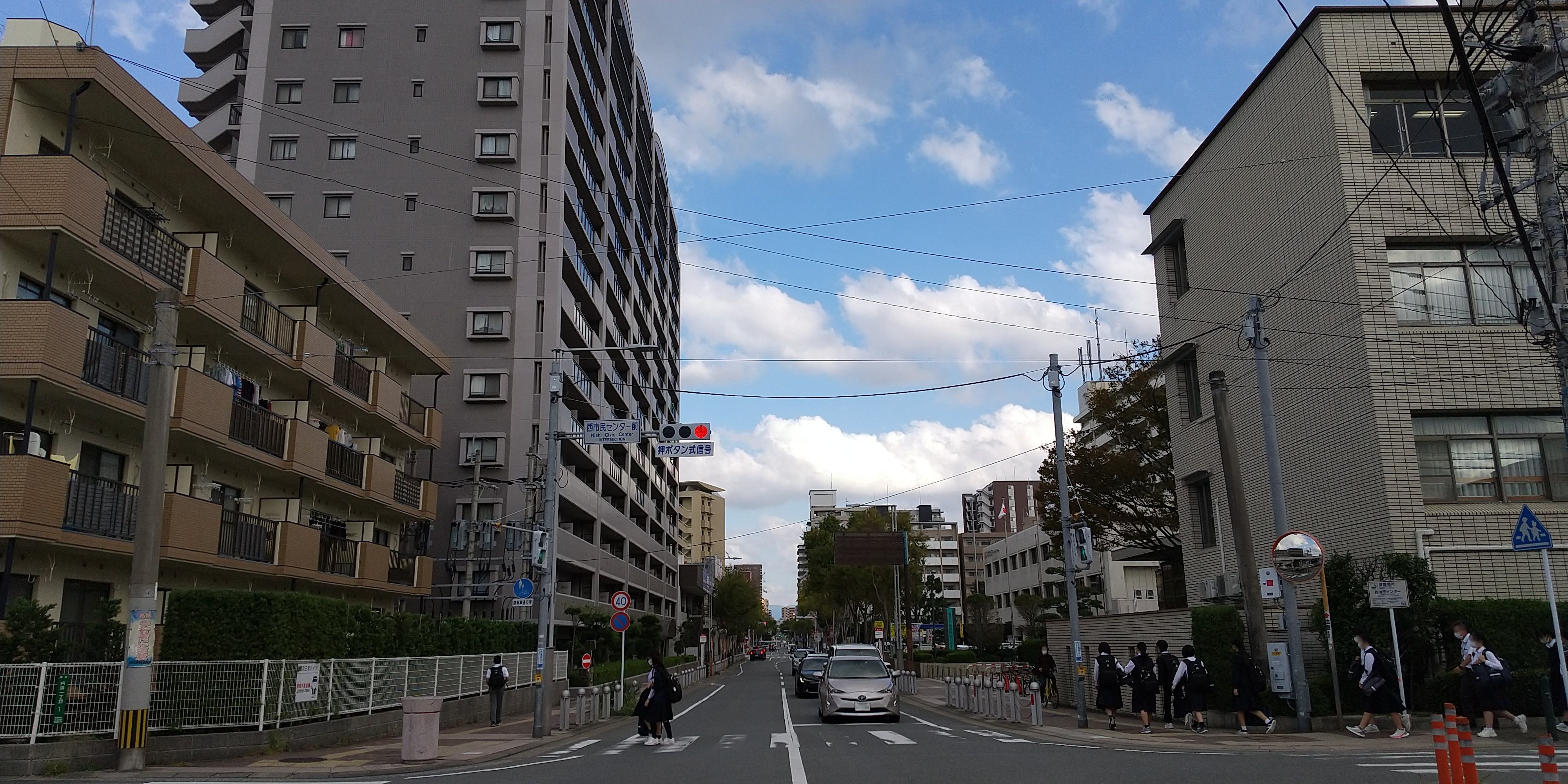
姪の浜駅南線、西市民センター前交差点の東側（内浜一丁目）
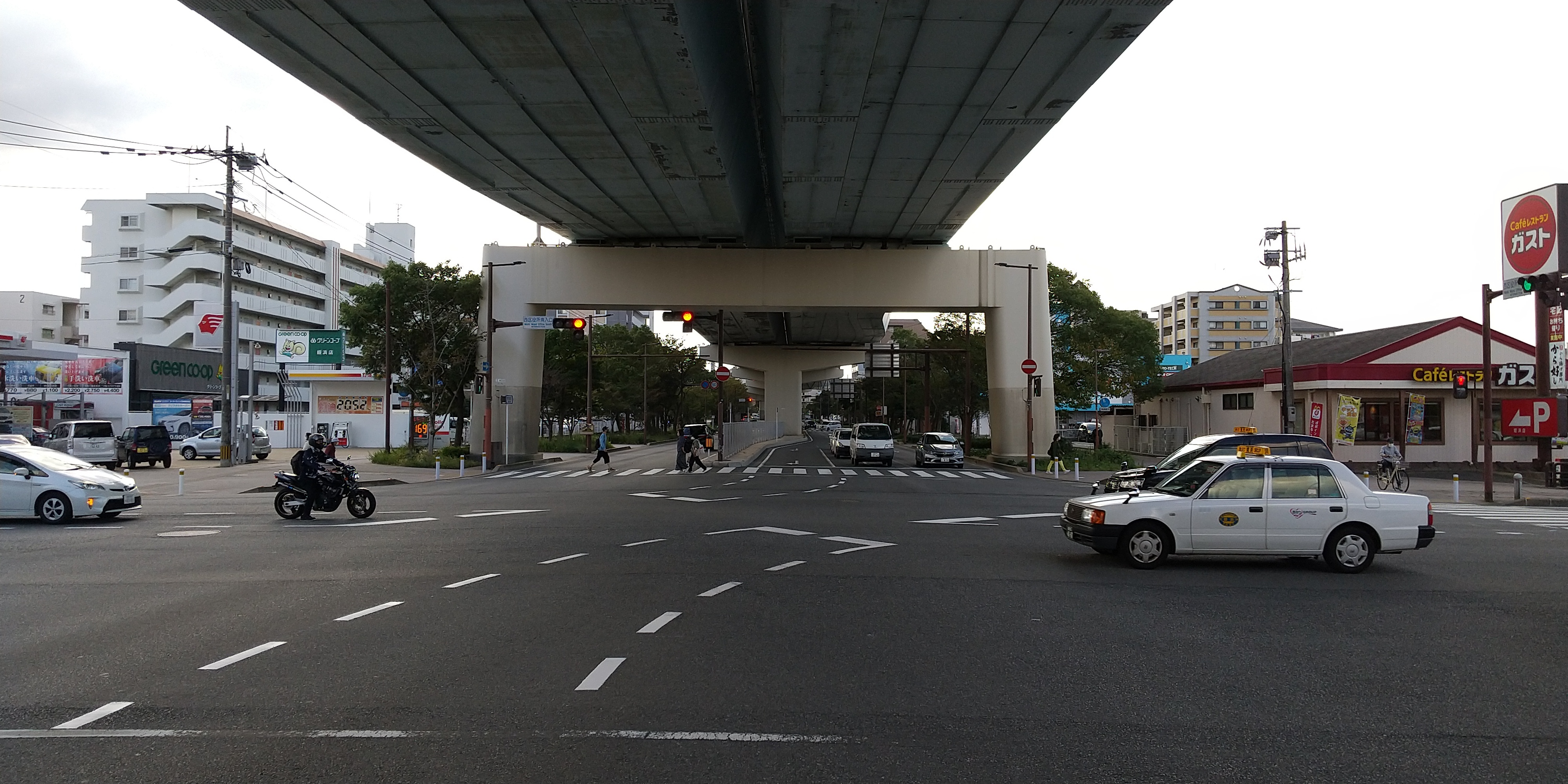
愛宕通り、西区役所南入口の西側（内浜一丁目）
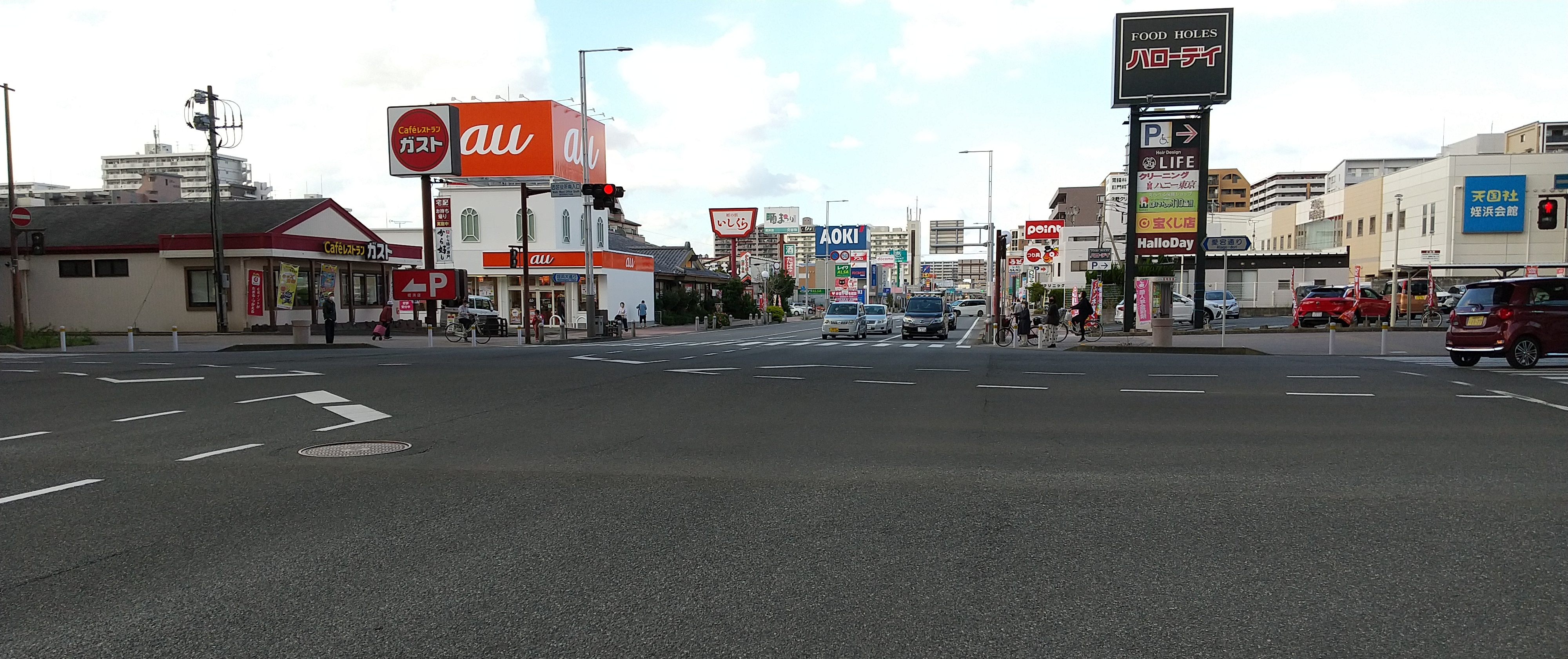
姪浜大通り、西区役所南入口の北側（左：内浜一丁目、右：姪浜駅南二丁目）

### 鉄道
鉄道については、九州旅客鉄道（JR九州）が運営する鉄道の筑肥線が北側に通っており、次の駅がある。
- 姪浜駅（福岡市交通局が運営する地下鉄の福岡市地下鉄空港線と筑肥線の2路線が乗り入れている。）

なお、隣の駅については、西側の駅（筑肥線）が 下山門駅、東側の駅（福岡市地下鉄空港線）が室見駅である。

### バス
バスについては、西日本鉄道株式会社が運営するバスが運行しており、最寄りの停留所は次の通り。
- 姪浜大通り沿い：内浜ウエストコート東
- 姪の浜駅南線沿い：内浜西区役所前、都橋
- 愛宕通り沿い：石丸新町（都市高速下）

## 施設

### 公共・公益施設
- 福岡市西区役所[注釈 6]
- 福岡市立西市民センター[注釈 7]
- 福岡市西図書館[注釈 8]
- 福岡市西区保健福祉センター（西保健所）[注釈 9]
- 福岡市家庭動物啓発センター（「ふくおかどうぶつ相談室」、旧西部動物管理センター）[注釈 10]
- 公益財団法人福岡市スポーツ協会[注釈 11]、
- 福岡市立西部療育センター[注釈 12]
- 福岡水道局西営業所[注釈 13]
- 西福岡年金事務所（旧社会保険事務所）[注釈 14]
- 福岡市野添ポンプ場[注釈 15]

主な公共・公益施設の写真
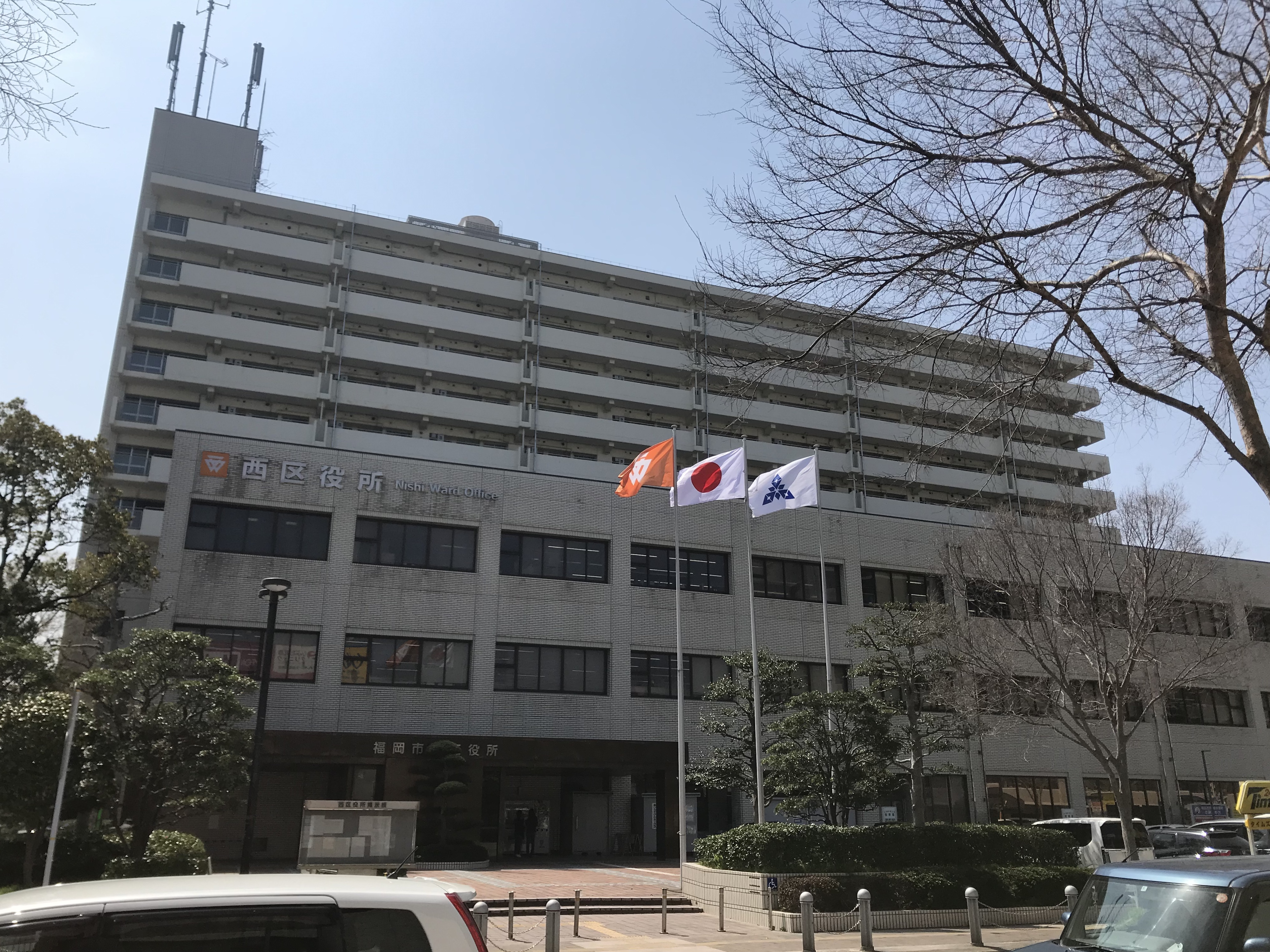
西区役所
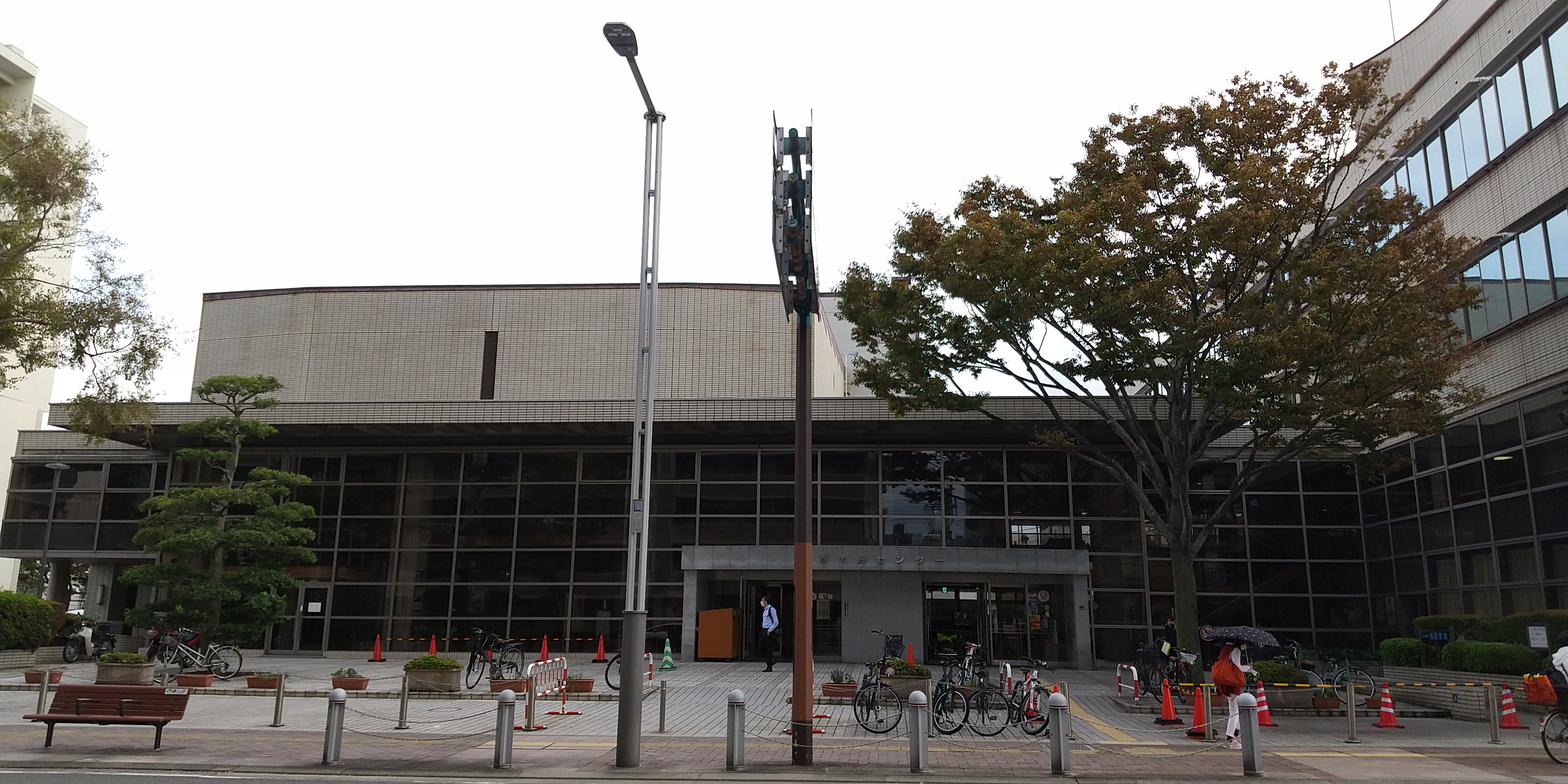
福岡市立西市民センター
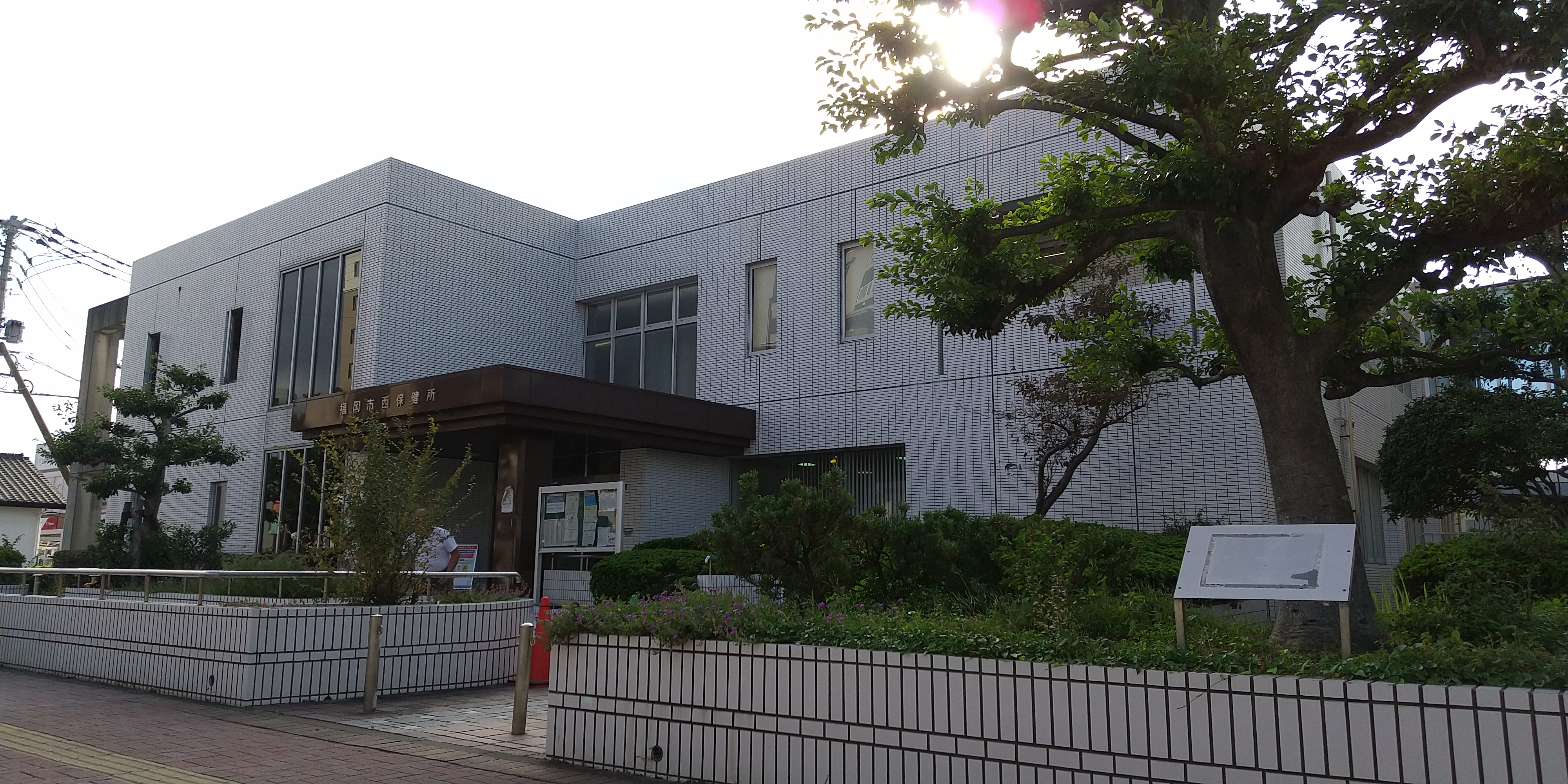
福岡市西区保健福祉センター（西保健所）
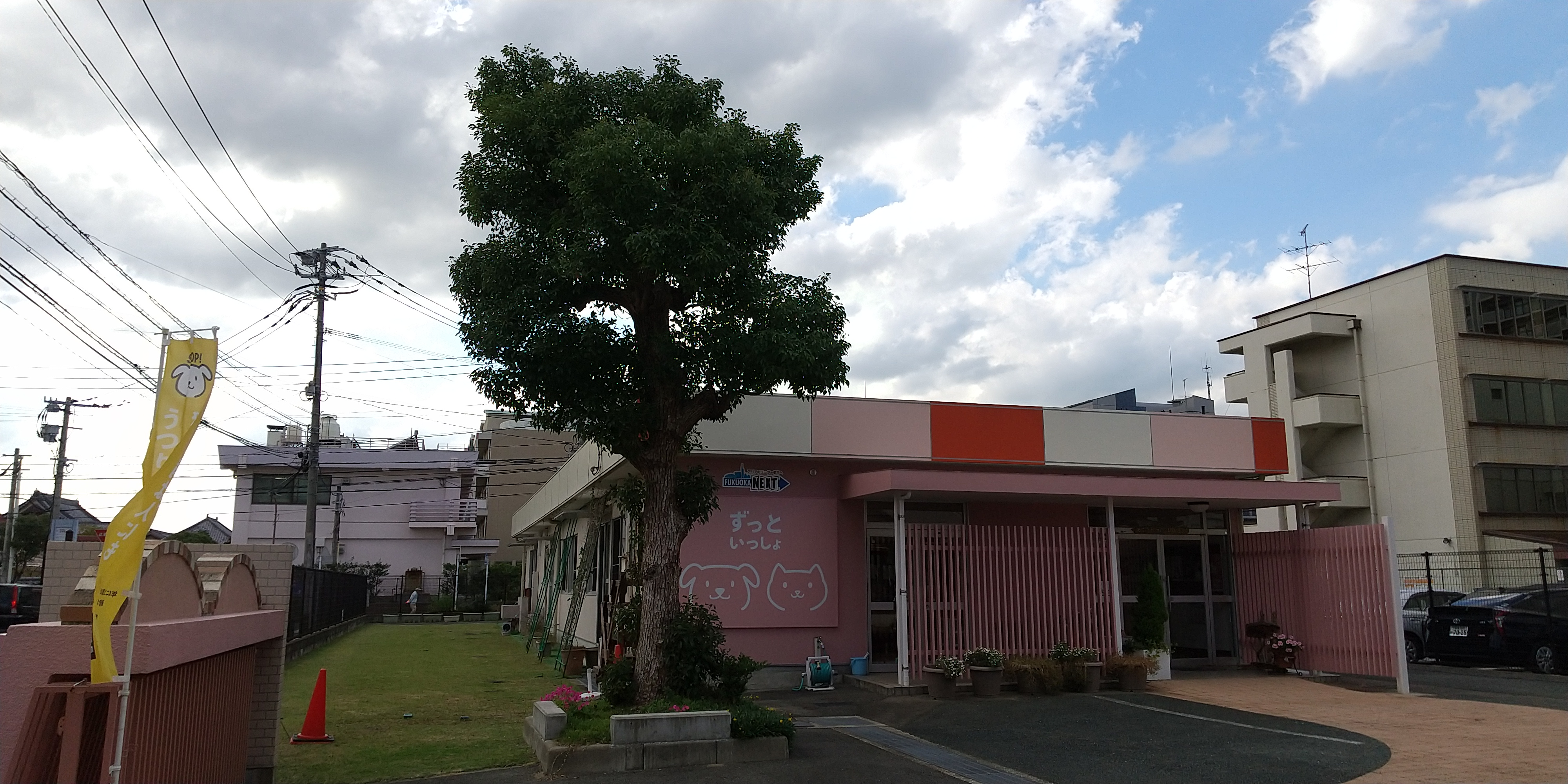
福岡市家庭動物啓発センター
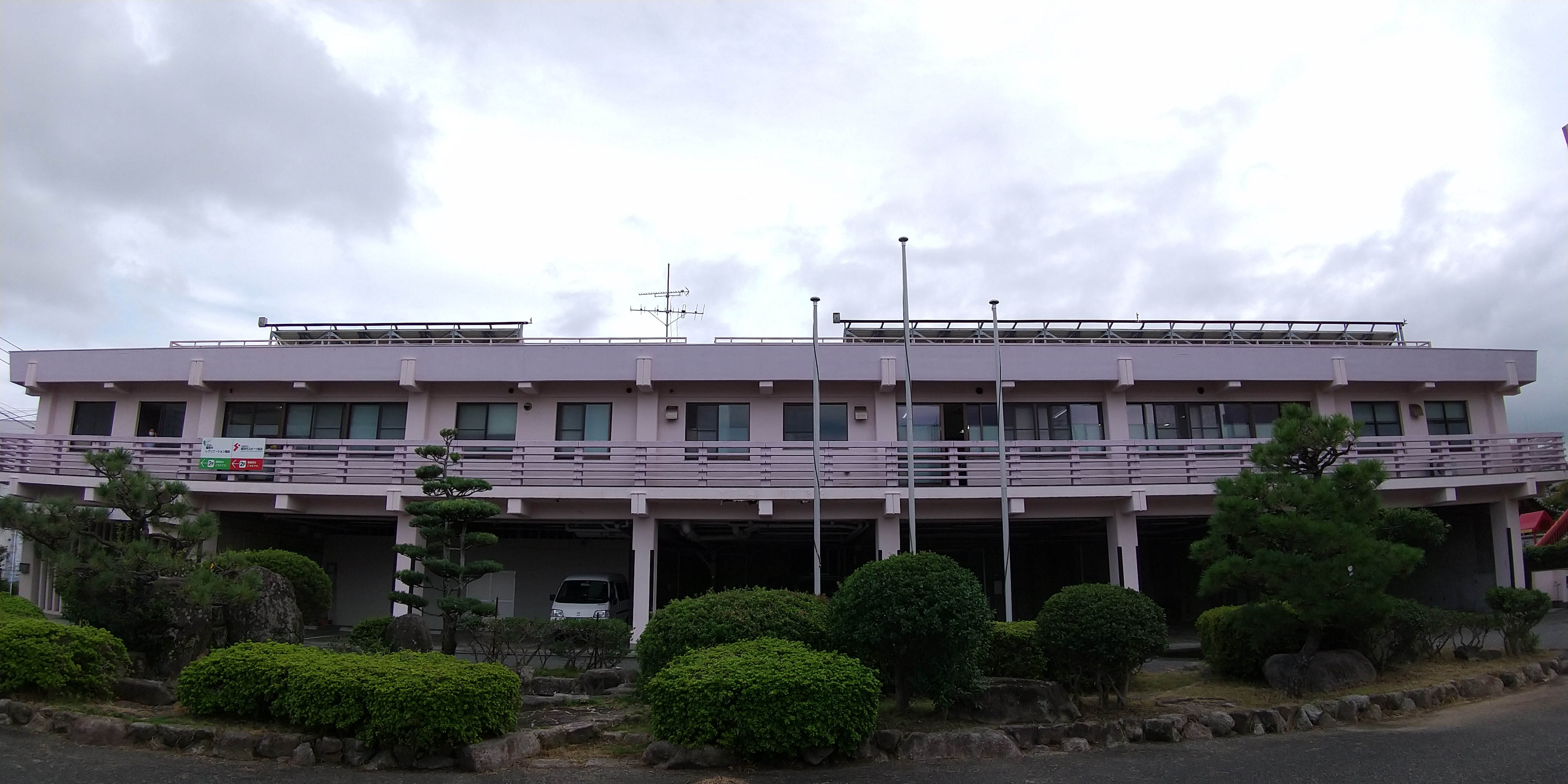
公益財団法人福岡市スポーツ協会
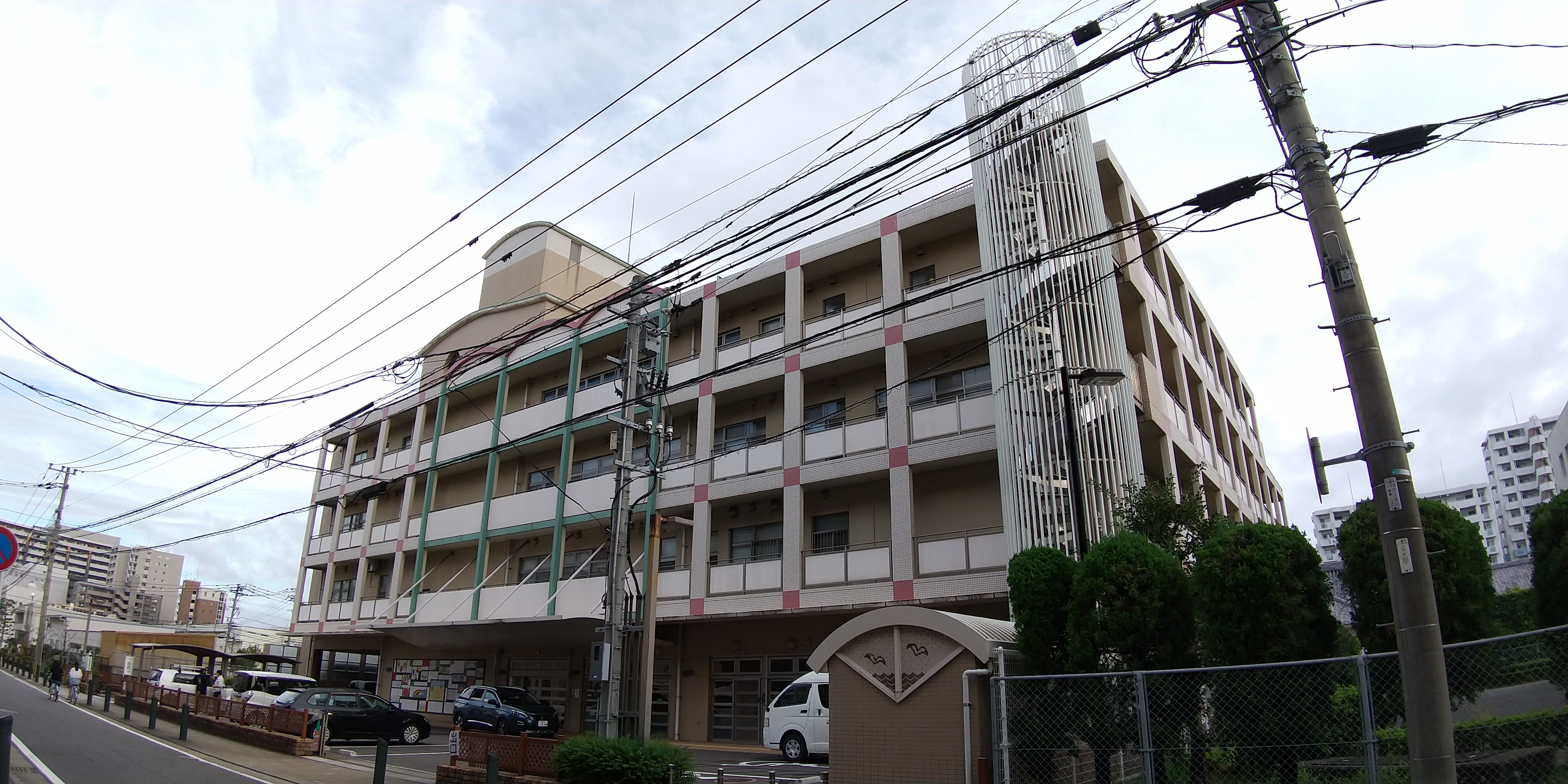
福岡市立西部療育センター
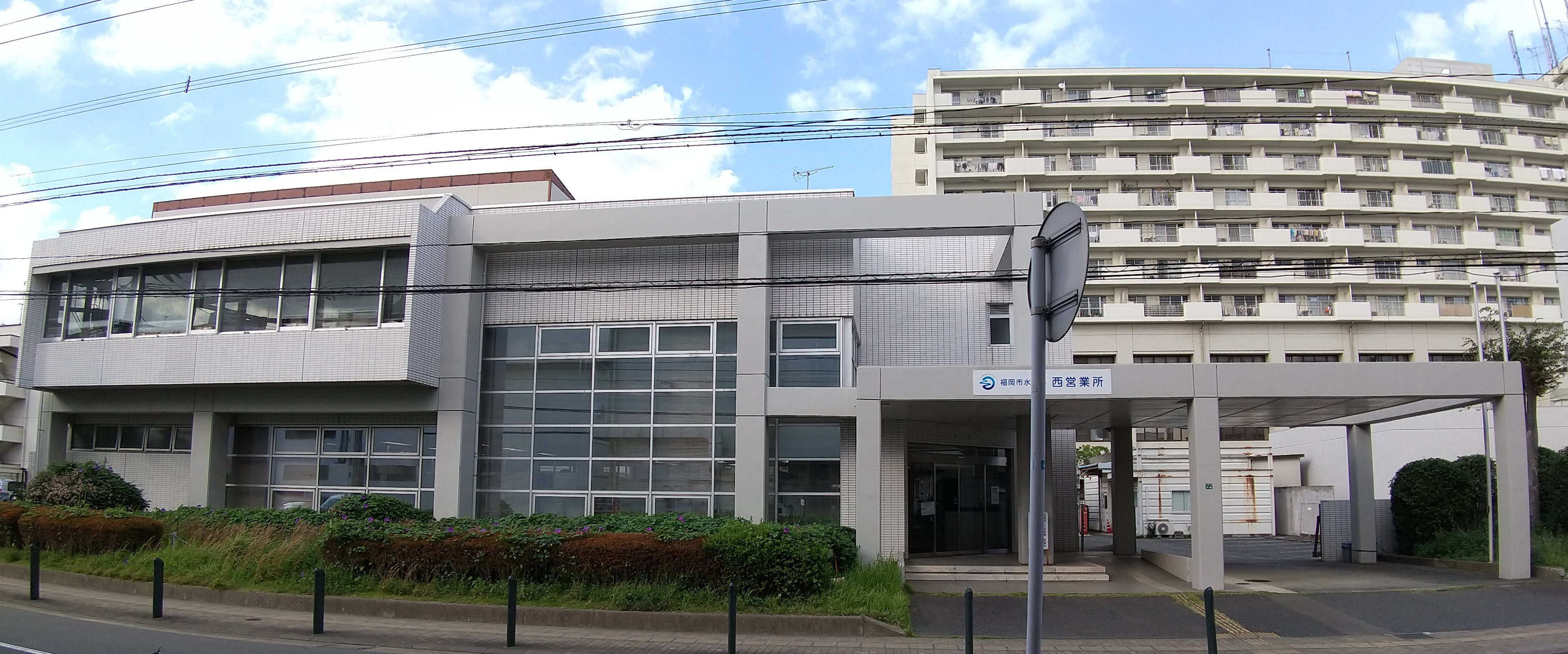
福岡水道局西営業所
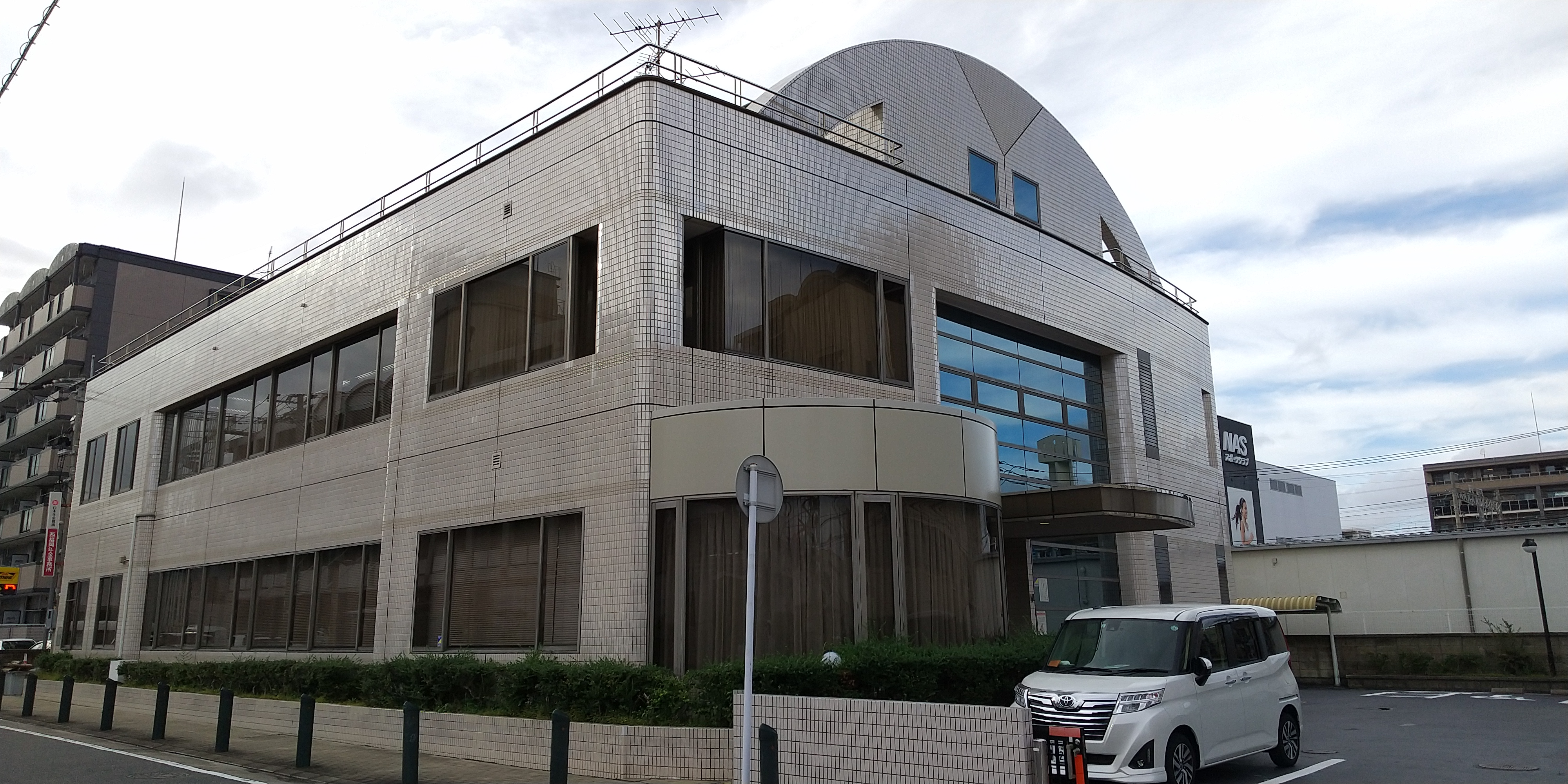
西福岡年金事務所
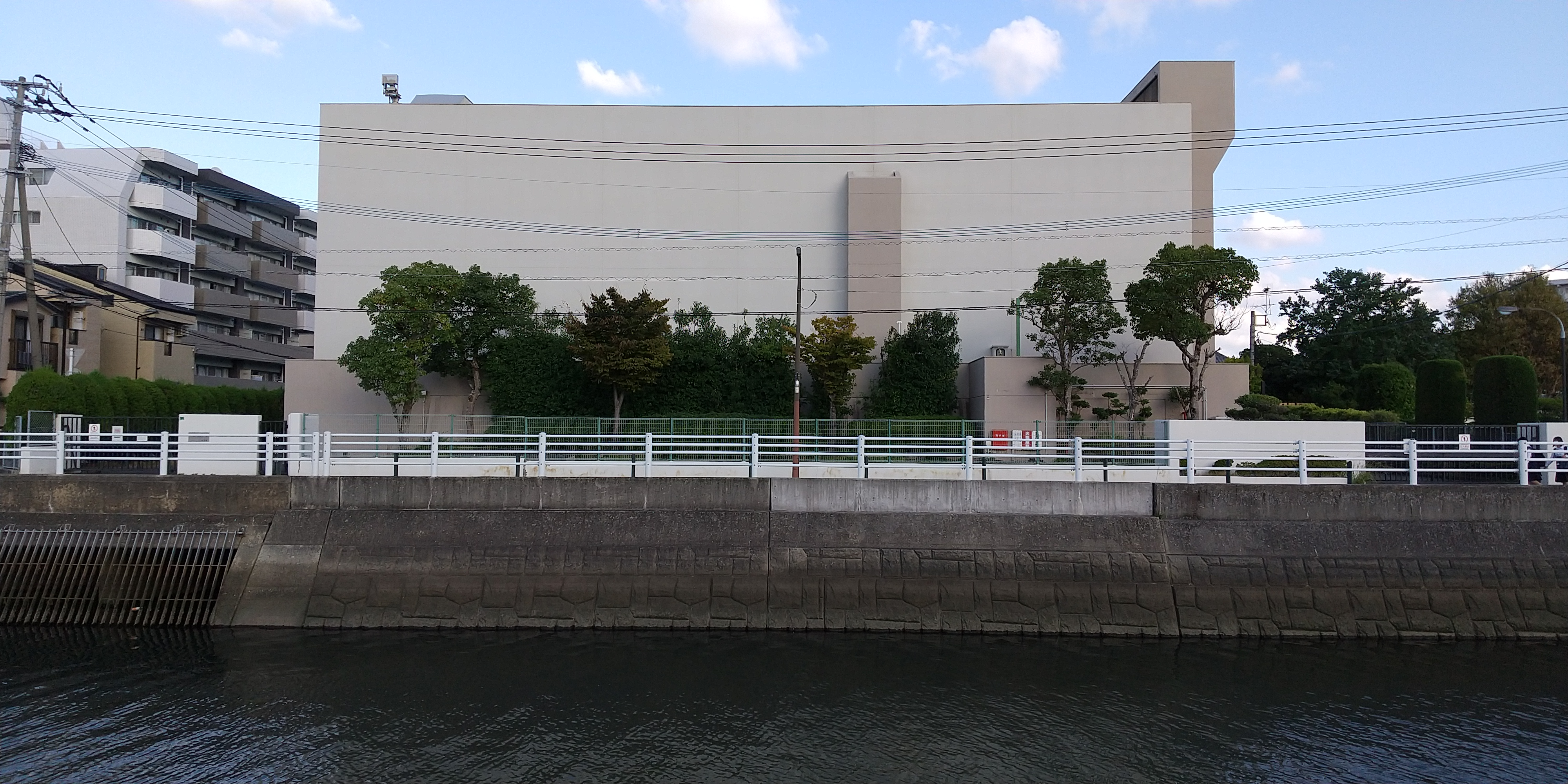
福岡市野添ポンプ場

### 公園・緑地等
- 内浜南公園[注釈 16]
- 都町公園（みやこまちこうえん）[注釈 17]

主な公園・緑地等の写真
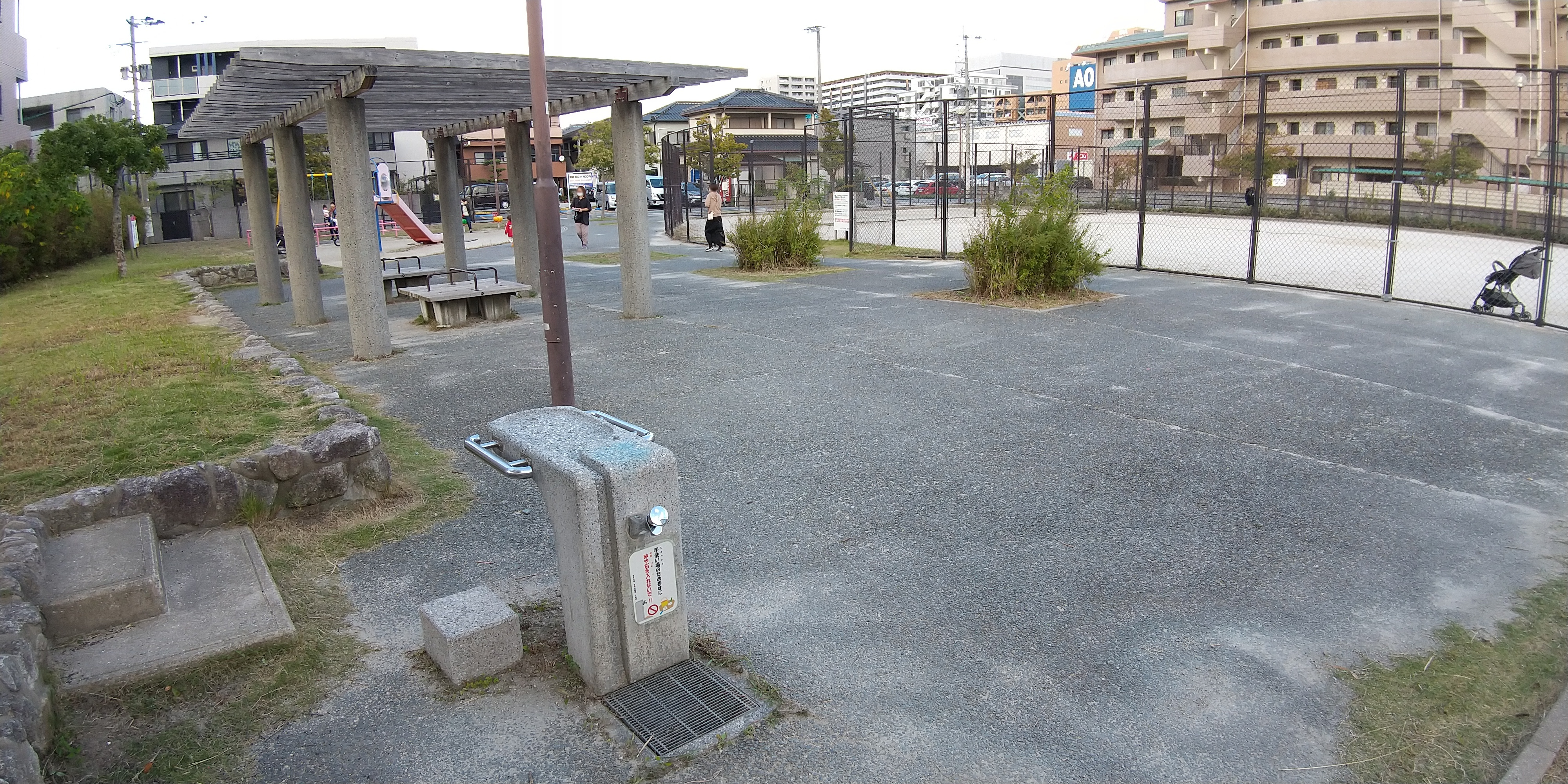
内浜南公園
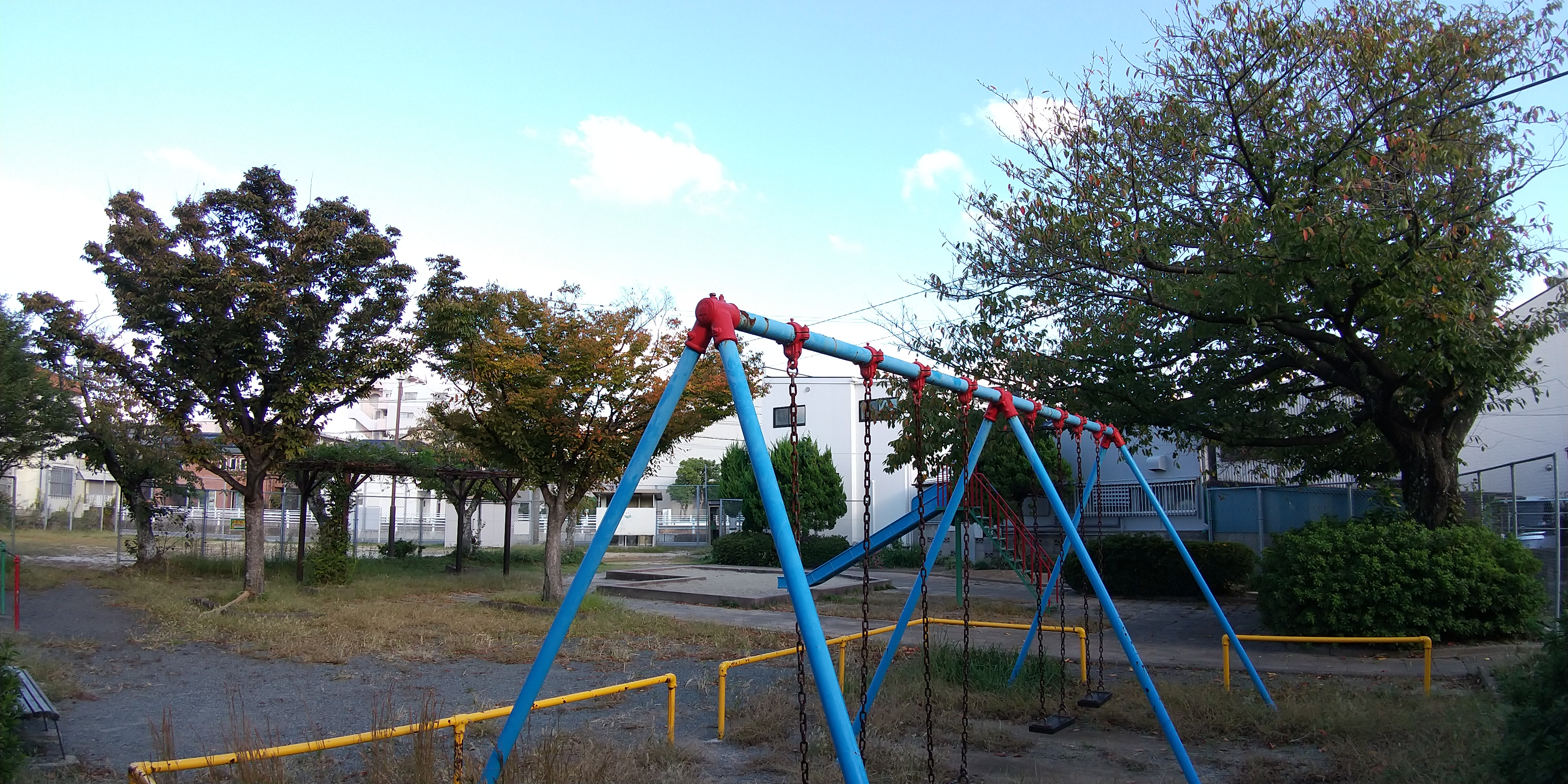
都町公園

### 教育施設
小学校については町内には存在しないが、校区については、次の学校の校区に属する。
- 福岡市立内浜小学校（うちはましょうがっこう）[注釈 18]

中学校については次の通り。

学校の写真
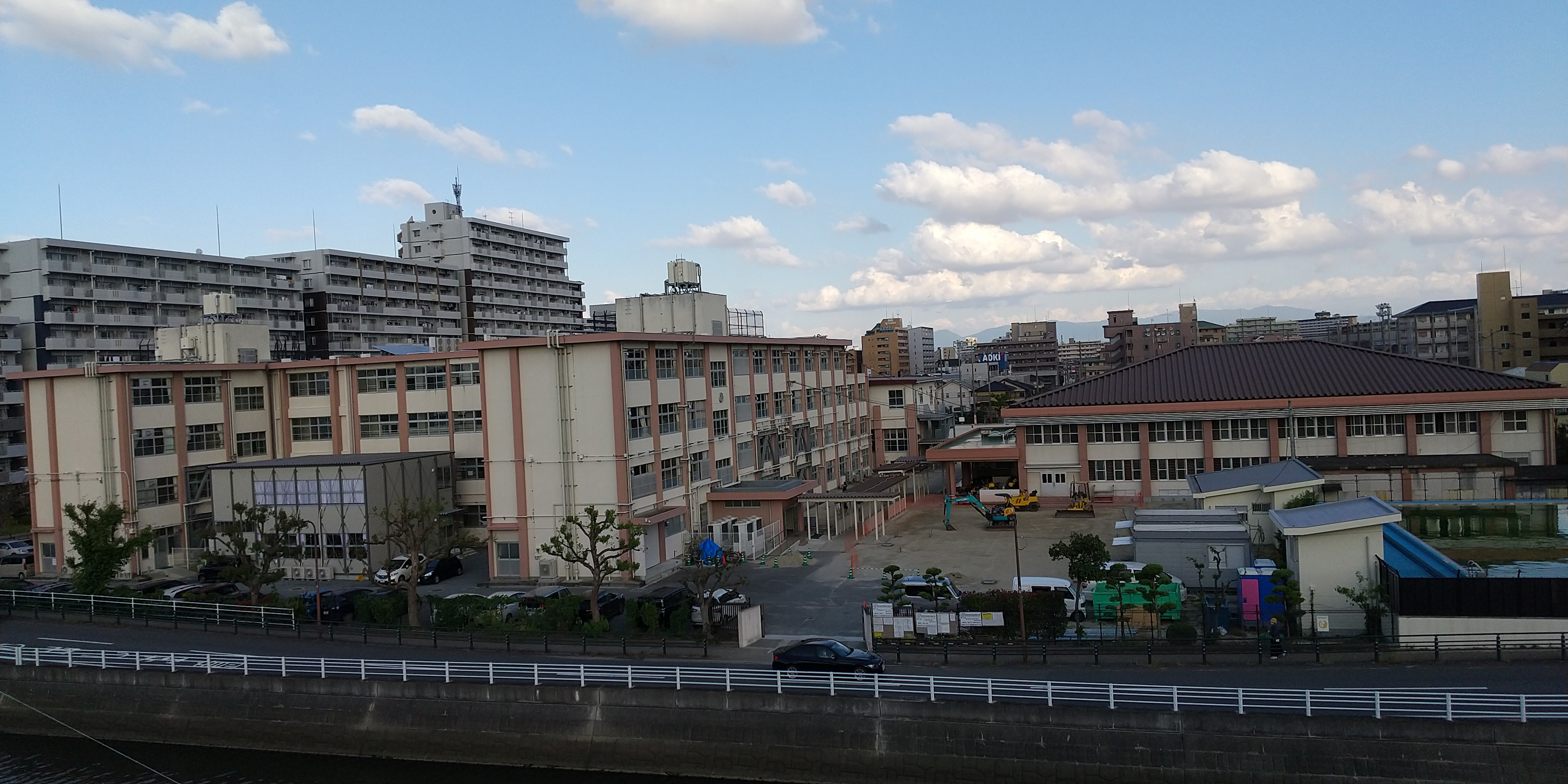
福岡市立内浜中学校（うちはまちゅうがっこう）[注釈 19]

- 学校の写真
- 福岡市立内浜中学校

### 商業施設
- ウエストコート姪浜（内浜一丁目）
- マックスバリュエクスプレス姪浜駅前店（内浜一丁目）